# Vrtba-Garten

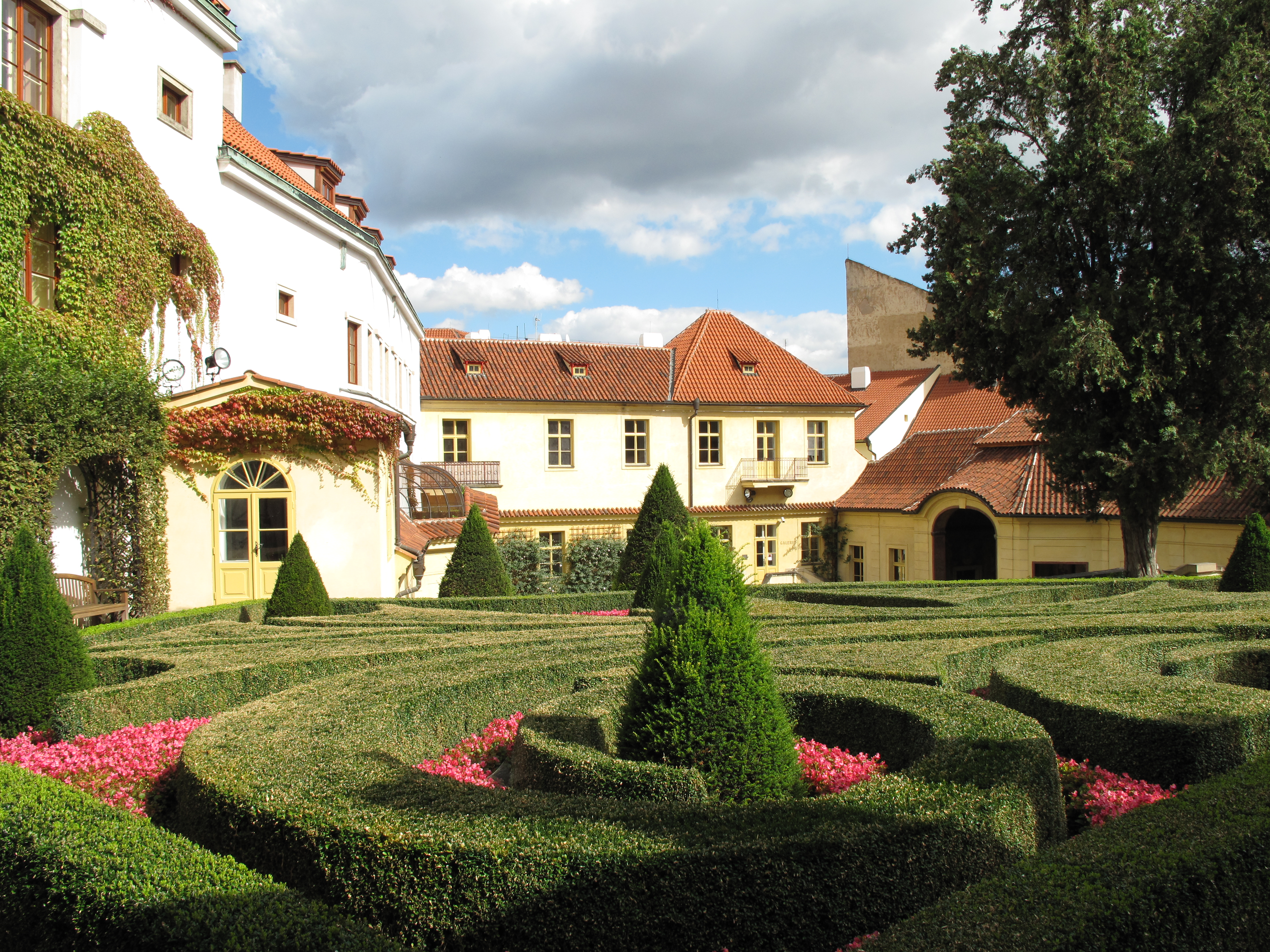
Vrtba-Garten, Teilansicht

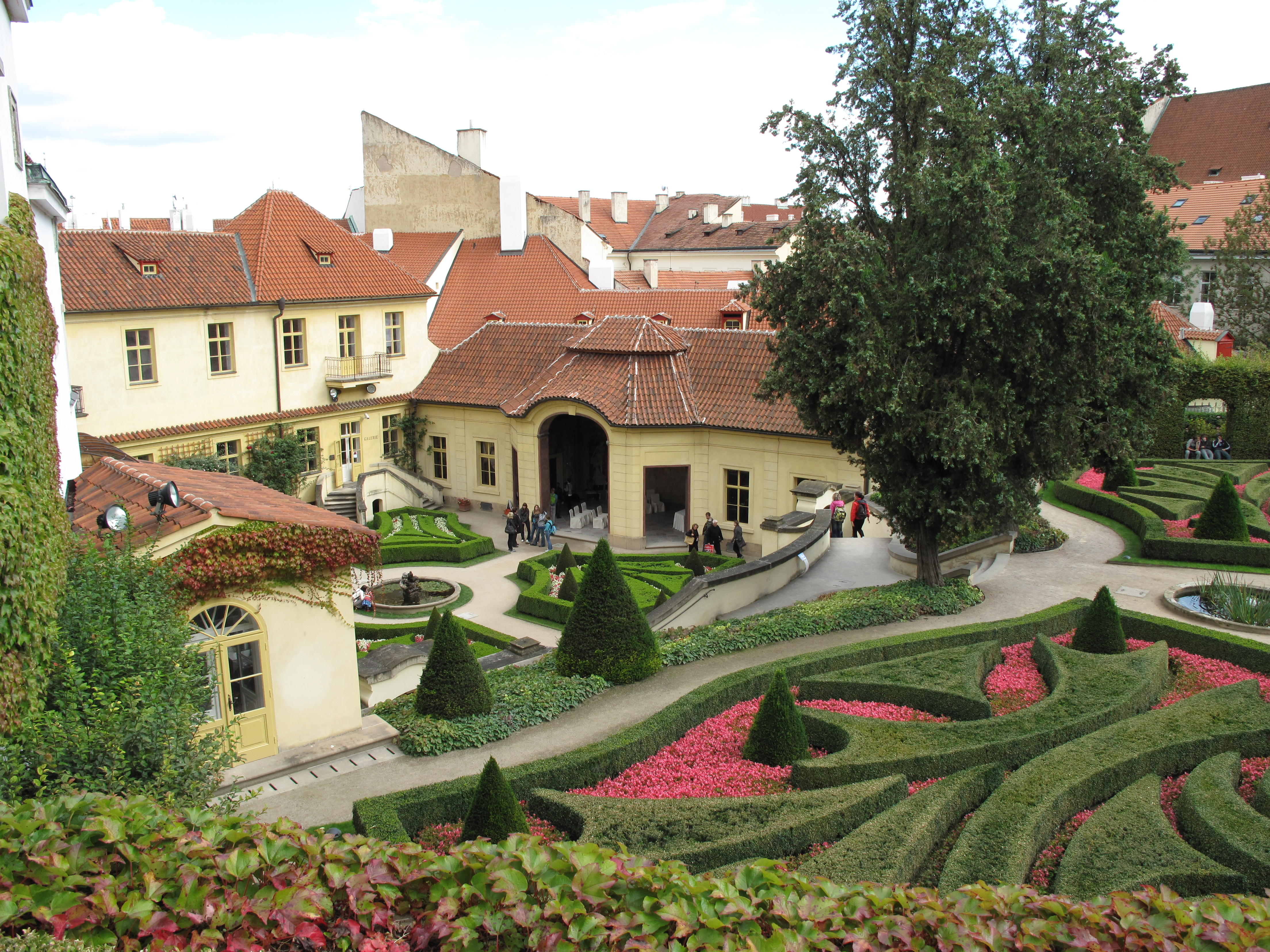
Vrtba-Garten, Teilansicht mit Sala terrena

Der Vrtba-Garten (tschechisch: Vrtbovská zahrada) in der Kleinseite von Prag ist einer der bedeutendsten Barockgärten in Prag und in Europa nördlich der Alpen. Er ist ein Kulturdenkmal erster Klasse und bei der UNESCO registriert.

## Lage

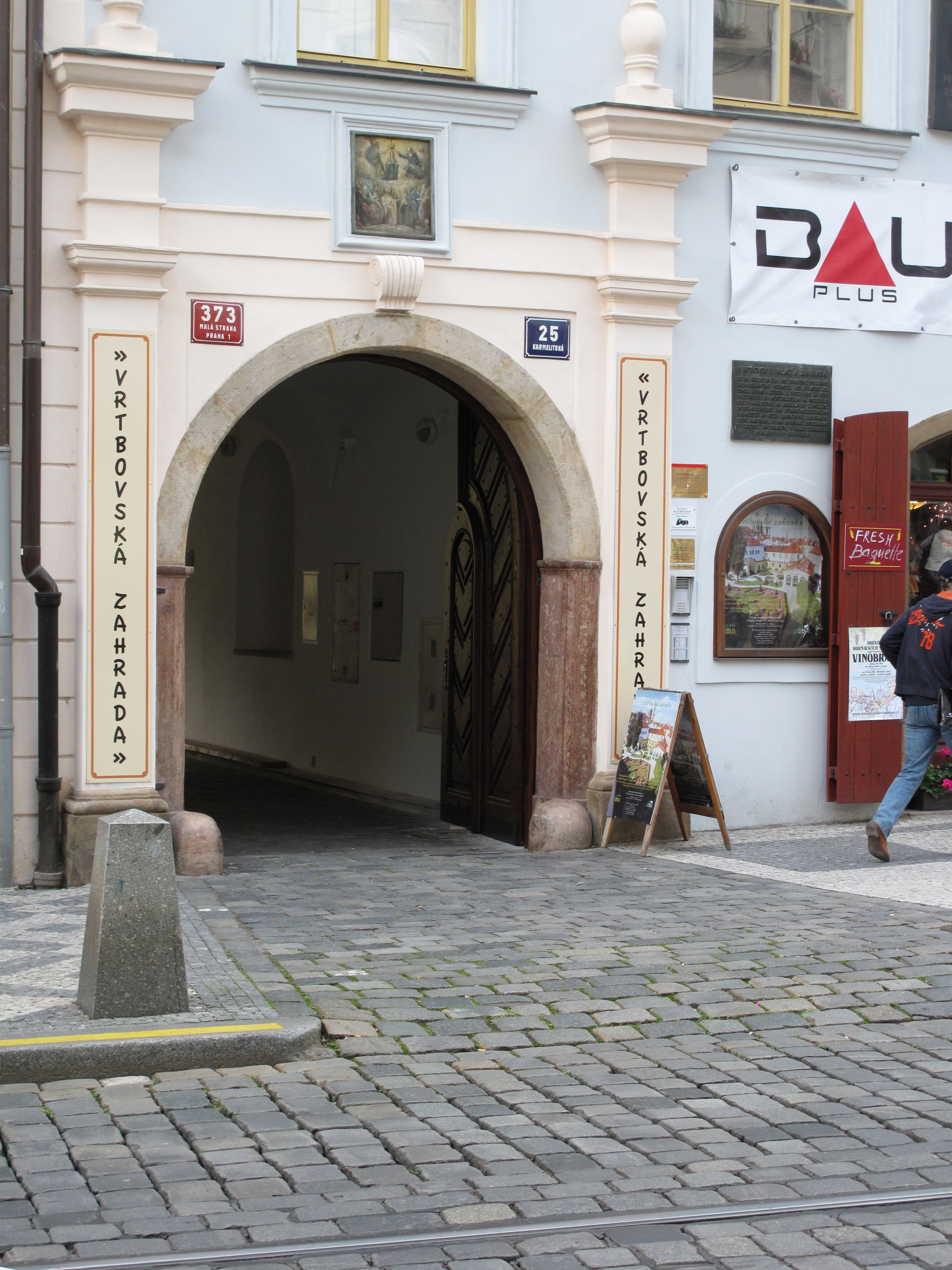
Eingang zum Garten

Die kleine Gasse zwischen den beiden Hauptflügeln des Palais Vrtba in der Karmelitská 25 (Ecke Tržiště), nur wenige Meter südlich des Kleinseitner Rings, dient als Durchfahrt in das Palais-Grundstück und ermöglicht den Zugang zum Vrtba-Garten. Der Garten ist Eigentum der Stadt Prag, wurde in den Jahren 1990–1998 aufwendig renoviert, und ist im Sommer der Öffentlichkeit zugänglich. Der Garten ist ein beliebter Ort für Hochzeiten, Empfänge und gelegentliche Konzerte.

## Geschichte und Anlage

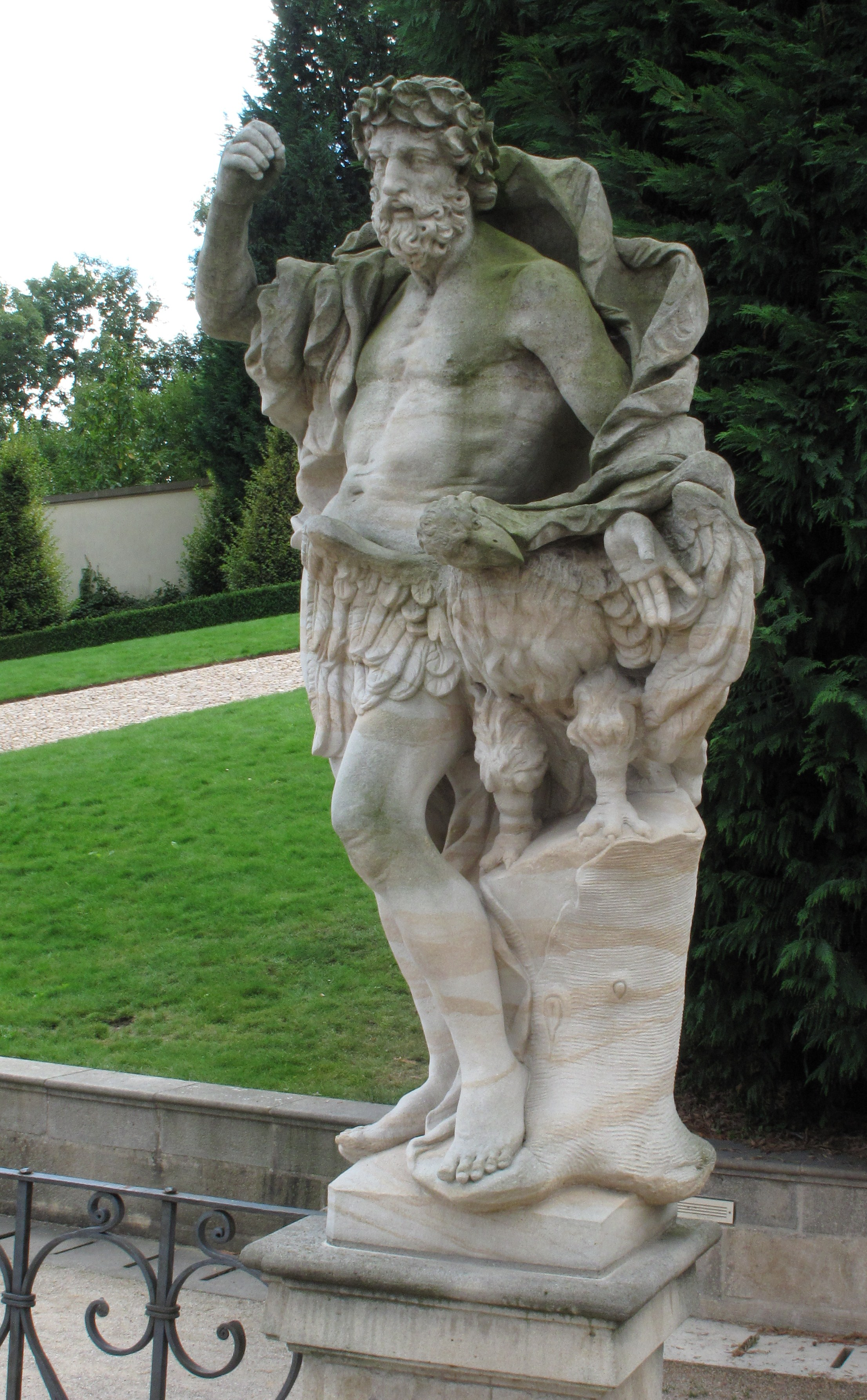
M. B. Brauns Skulptur Jupiter

Der Garten wurde in den Jahren 1715–1720 für den Grafen Johann Joseph von Wrtby (1669–1734), Burggraf der Prager Burg, von dem Prager Architekten und Baumeister František Maximilián Kaňka am unteren Hang des Hügels Petřín unmittelbar unterhalb des von Graf Sezima z Vrtby, Jan Josefs Großvater, in den Jahren 1627–1631 errichteten Palais Vrtba in den ehemaligen Weinbergen des Palais geschaffen. Er enthält Skulpturen von Matthias Bernhard Braun und in der Sala terrena, die Palais und Garten verbindet, Fresken von Václav Vavřinec Reiner. Die Stuckarbeiten wurden von Tomasi Soldati angefertigt. Der auf drei Ebenen angelegte Garten enthält kühn geschwungene Treppenläufe, symmetrisch bepflanzte, mit Balustraden verbundene Terrassen, Zierteiche und einen Aussichtspavillon mit schönem Blick auf die Prager Kleinseite mit der St.-Nikolaus-Kirche sowie auf den Hradschin.

## Briefmarke
Am 11. Oktober 2006 gab das Ministerium für Informatik der Tschechischen Republik eine von Karel Zeman entworfene und von Jaroslav Tvrdoň gestochene, 23 × 40 mm große Sonderbriefmarke „Prager Vrtba-Garten“ im Nennwert von 7,50 Kč heraus.